# Bahnhof Lergravsparken
Lergravsparken ist eine unterirdische U-Bahn-Station in der dänischen Hauptstadt Kopenhagen und befindet sich in etwa 18 Metern Tiefe.
Die Station wird von der Linie M2 des Kopenhagener U-Bahn-Systems bedient und wurde am 19. Oktober 2002 für den neu erbauten U-Bahn-Abschnitt Lergravsparken–Nørreport eröffnet.

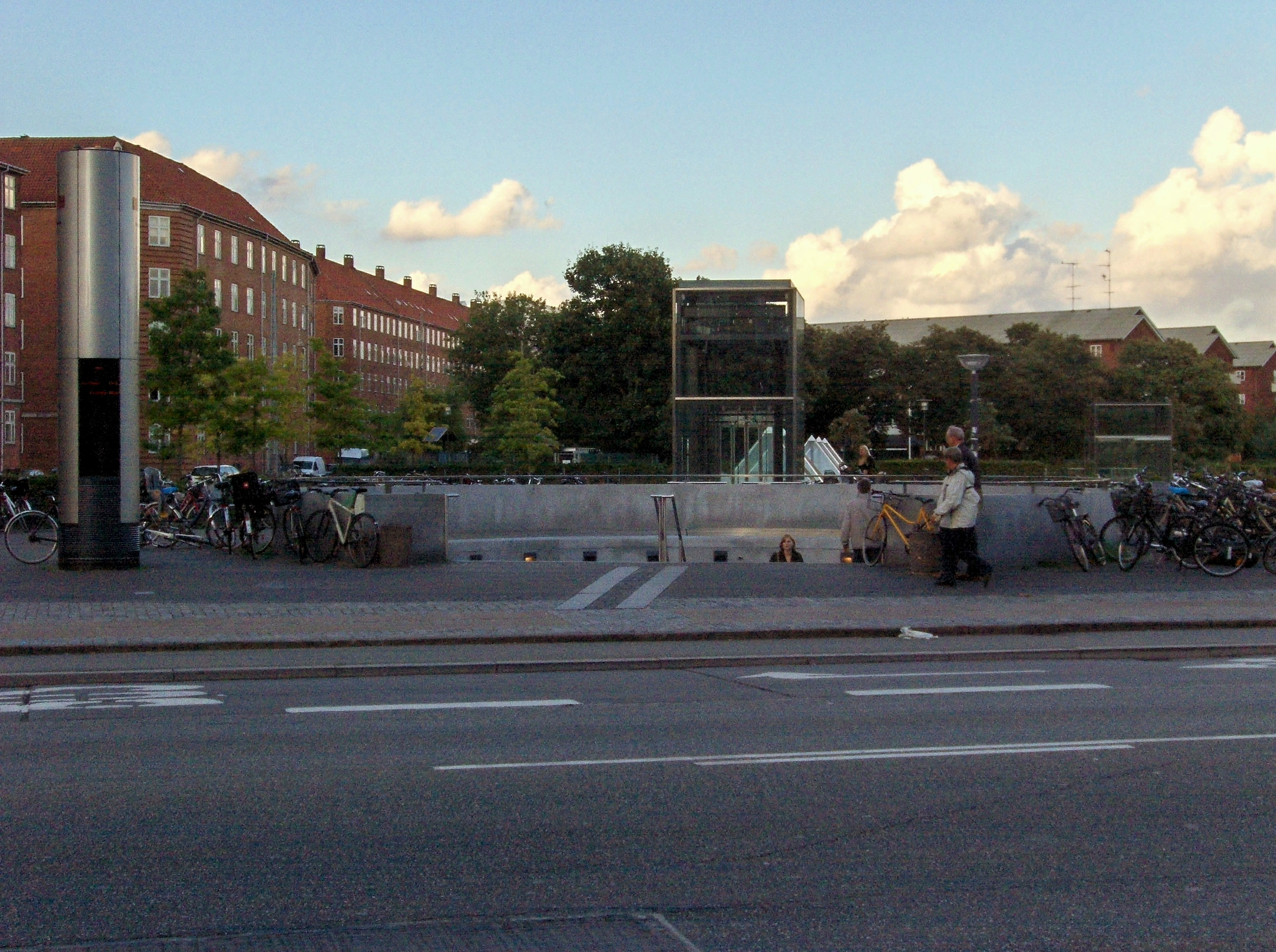
Lergravsparken Station

Bis zum 28. September 2007 war sie Endstation der M2. Seitdem fahren die fahrerlosen U-Bahnen vollautomatisch über den neu erbauten Abschnitt bis zur heutigen Endstation Lufthavnen am Kopenhagener Flughafen.
Es bestehen Umsteigemöglichkeiten zu diversen Buslinien.